# Constitución portuguesa de 1976
La Constitución portuguesa de 1976 es la actual constitución de la República Portuguesa. Fue adoptada por la Asamblea Constituyente el 2 de abril de 1976 y entró en vigor el 25 de abril de 1976, segundo aniversario de la Revolución de los Claveles. Está compuesta por 311 artículos y ha sido modificada en 7 ocasiones desde su entrada en vigor.

## Espíritu de la Constitución
La Constitución de 1976 está muy marcada por las ideas socialistas que fueron el germen de la revolución: el Estado tenía como objetivo socializar los medios de producción y la riqueza (artículo 9). Estas referencias ideológicas fueron eliminadas en las posteriores modificaciones.

### Régimen
La Constitución instaura un régimen semipresidencial parecido al de la Quinta República Francesa.
El presidente tiene una serie de poderes importantes como la nominación del primer ministro y del gobierno a petición de este último, la disolución de la Asamblea de la República y la convocatoria de referéndums o el mando de las fuerzas armadas. No obstante, según el artículo 182, «El gobierno es el órgano que dirige la política general del país y el órgano superior de la administración pública».
Característico de un régimen parlamentario dualista, el artículo 190 señala que «el gobierno es responsable ante el presidente de la República y ante la Asamblea de la República».

### Fuerzas armadas
En sus inicios, la constitución daba un lugar importante a las fuerzas armadas, que eran el germen de la revolución de 1974. Su papel se institucionalizó con el Consejo de la Revolución que aconsejaba al presidente de la República y garantizaba el buen funcionamiento de las instituciones y el respeto al espíritu de la revolución. No obstante, este consejo fue remplazado por el Consejo de Estado durante la primera revisión constitucional el 30 de septiembre de 1982.
Las disposiciones constitucionales relativas a las fuerzas armadas se encuentran en el título X de la parte 3 de la Constitución.

### Derechos de los pueblos
La Constitución portuguesa habla de las relaciones internacionales en su artículo siete, donde reconoce determinados derechos de los pueblos, principalmente en los puntos segundo y tercero:
2. Portugal preconiza la abolición del imperialismo, del colonialismo y de cualesquiera otras formas de agresión, dominación y explotación en las relaciones entre los pueblos, así como el desarme general, simultáneo y controlado, la disolución de los bloques político-militares y el establecimiento de un sistema de seguridad colectiva, con vistas a la creación de un orden internacional capaz de asegurar la paz y la justicia en las relaciones entre los pueblos.
3. Portugal reconoce el derecho de los pueblos a la autodeterminación e independencia y al desarrollo, así como el derecho a la insurrección contra todas las formas de opresión.

## Composición
La constitución empieza con un «preámbulo» y la enunciación de los «principios fundamentales» y está compuesta por cuatro partes, divididas en títulos, que a su vez se dividen en capítulos. El texto acaba con unas «Disposiciones finales y transitorias».
Preámbulo
El 25 de abril de 1974, el Movimiento de las Fuerzas Armadas, coronando la larga resistencia del pueblo portugués e interpretando sus sentimientos profundos, derribó el régimen fascista.
La liberación de Portugal de la dictadura, la opresión y el colonialismo representó una transformación revolucionaria y el comienzo de un cambio histórico en la sociedad portuguesa. 
La Revolución restauró a los Portugueses los derechos y las libertades fundamentales. En el ejercicio de estos derechos y libertades, los legítimos representantes del pueblo se reúnen para elaborar una Constitución que corresponde a las aspiraciones del país. 
La Asamblea Constituyente afirma la decisión del pueblo portugués de defender la independencia nacional, de garantizar los derechos fundamentales de los ciudadanos, de establecer los principios basilares de la democracia, de asegurar el estado de derecho democrático y abrir camino para una sociedad socialista, en el respeto de la voluntad del pueblo portugués, teniendo en vista la construcción de un país más libre, más justo y más fraterno. 

La Asamblea Constituyente, reunida en sesión plenaria el 2 de abril de 1976, aprueba y decreta la siguiente Constitución de la República Portuguesa:
Principios fundamentales
Parte I: Derechos y deberes fundamentales
- Título I: Principios generales
- Título II: Derechos, libertades y garantías
  - Capítulo I: Derechos, libertades y garantías personales
  - Capítulo II: Derechos, libertades y garantías de participación política
  - Capítulo III: Derechos, libertades y garantías de los trabajadores

- Título III: Derechos y deberes económicos, sociales y culturales
  - Capítulo I: Derechos y deberes económicos
  - Capítulo II: Derechos y deberes sociales
  - Capítulo III: Derechos y deberes culturales

Parte II: Organización económica
- Título I: Principios generales
- Título II: Planes
- Título III: Políticas agraria, comercial e industrial
- Título IV: Sistema financiero y fiscal

Parte III: Organización del poder político
- Título I: Principios generales
- Título II: Presidente de la República
  - Capítulo I: Estatuto y elección
  - Capítulo II: Competencia
  - Capítulo III: Consejo de Estado
- Título III: Asamblea de la República
  - Capítulo I: Estatuto y elección
  - Capítulo II: Competencia
  - Capítulo III: Organización y funcionamiento
- Título IV: Gobierno
  - Capítulo I: Función y estructura
  - Capítulo II: Formación y responsabilidad
  - Capítulo III: Competencia
- Título V: Tribunales
  - Capítulo I: Principios generales
  - Capítulo II: Organización de los tribunales
  - Capítulo III: Estatuto de los jueces
  - Capítulo IV: Ministerio Público
- Título VI: Tribunal Constitucional
- Título VII: Regiones Autónomas
- Título VIII: Gobierno Local
  - Capítulo I: Principios generales
  - Capítulo II: Freguesia
  - Capítulo III: Municipio
  - Capítulo IV: Región administrativa
  - Capítulo V: Organizaciones de vecinos
- Título IX: Administración Pública
- Título X: Defensa nacional

Parte IV: Garantía y revisión de la Constitución
- Título I: Fiscalización de la constitucionalidad
- Título II: Revisión constitucional

Disposiciones finales y transitorias

## Revisión
Las revisiones constitucionales se rigen por el título II de la parte IV de la constitución. El artículo 285 señala que la « iniciativa de la revisión corresponde a los diputados» y el artículo 286.1 indica que «Las enmiendas a la Constitución se aprueban por mayoría de dos tercios de los Diputados en el ejercicio efectivo de sus funciones».
El artículo 284.1 pone un límite temporal a la revisión. De hecho, afirma que «La Asamblea de la República puede revisar la Constitución una vez transcurridos cinco años desde la fecha de la publicación de la última ley de revisión ordinaria».
Sin embargo, el punto 284.2 indica que ese plazo puede verse modificado ya que «La Asamblea de la República puede, sin embargo, asumir en cualquier momento facultades de revisión extraordinaria por mayoría de cuatro quintas partes de los Diputados en el ejercicio efectivo de sus funciones».
Tras su adopción, la constitución de 1976 ha sufrido siete revisiones constitucionales:
- Ley constitucional n°1/82, del 30 de septiembre
- Ley constitucional n°1/89, del 8 de julio
- Ley constitucional n°1/92, del 25 de noviembre
- Ley constitucional n°1/97, del 20 de septiembre
- Ley constitucional n°1/2001, del 12 de diciembre
- Ley constitucional n°1/2004, del 24 de julio
- Ley constitucional n°1/2005, del 12 de agosto